# بخش ورخنلاندخوفسکی
بخش ورخنلاندخوفسکی (به لاتین: Verkhnelandekhovsky District) یک منطقهٔ مسکونی در روسیه است که در استان ایوانوف واقع شده‌است.